# Dvigrad
Dvigrad (Italienisch: Duecastelli, istriot: Docastei) ist eine verlassene Ruinenstadt in der Gemeinde Kanfanar im kroatischen Teil der Halbinsel Istrien.
Der mittelalterliche Ort liegt im Draga-Tal. Er steht auf den Resten einer prähistorischen Siedlung und ist seit 1631 verlassen. Dvigrad, auch Duecastelli genannt, war im Mittelalter aufgrund der strategisch günstigen Lage ein bedeutendes Handelszentrum in der Region. Die Fundstelle gilt als herausragendes Beispiel einer Symbiose von Sakral- und Profanbauten, Burg und frühurbaner Siedlung. Seit dem frühen Mittelalter hat sich aus ursprünglich zwei Burgen (lat. Duo Castra = kroat. Dvigrad) eine festungsartige Siedlung mit etwa 1.000 Einwohnern entwickelt, die niemals zerstört, sondern erst Ende des 17. Jahrhunderts verlassen wurde.

## Geschichte
Die Illyrer besiedelten in der Antike das Gebiet Dvigrads. Die Kroaten kamen im 7. Jahrhundert. 879 wurde sie in einem Dokument erstmals urkundlich erwähnt. Später übten die Karolinger und Ottonen hier Herrschaftsrechte aus, aber auch in zunehmendem Maße die Grafen von Görz sowie seit dem Spätmittelalter die Seemacht Venedig. 1345 wurde das Dorf vom Genueser Admiral Paganin Doria während des Krieges zwischen Genua und Venedig geplündert. Die Venezianer plünderten ihrerseits den Ort anno 1383. Erst 1413 wurde ein Adeliger aus Koper von den Venezianern als Gouverneur eingesetzt. Im 16. Jahrhundert suchten Seuchen wie die Pest oder Malaria Dvigrad heim. 1631 verließen beinahe alle Einwohner das Dorf oder starben. Nur drei Familien blieben um 1650 übrig, spätestens 1714 war der Ort verlassen. Die Gebäude verfielen daraufhin, Ruinen blieben übrig. Am besten ist die ehemalige Burg erhalten.
Gegenwärtig (Stand: 2017) ist das Ruinendorf ein Touristenziel. Schutzmaßnahmen und Restaurierungen sind anhängig. Das Areal hat erst in jüngerer Zeit das Interesse der Historiker und Archäologen auf sich gezogen. 1997 erklärten die kroatischen Behörden die Anlage in Dvigrad zum Kulturerbe und begannen langsam mit der Sanierung und Restaurierung. In den Jahren 2001 bis 2005 fanden umfangreiche Ausgrabungen statt, die weitreichende Erkenntnisse über die Lebensformen der mittelalterlichen Menschen, das Alter und die Funktionsweisen der verbliebenen Gebäude und Befestigungsanlagen zutage gefördert haben. Das Gesamtareal erscheint in der übergeordneten Betrachtung eher untypisch für alte Burgen und gilt als einzigartiges Zeugnis einer mittelalterlichen Befestigungsanlage mit früher Siedlung. Dvigrad wurde in die Projektliste zur Wiederherstellung des gemeinsamen kulturellen Erbes in Südosteuropa aufgenommen. Derzeit dauern Forschungsarbeiten und Erhaltungsmaßnahmen an den Ruinen an.